# Maduixot
El maduixot o fraguera (Fragaria x ananassa) és una planta híbrida conreada pels seus fruits.
És una planta més grossa que la maduixera i els fruits poden ultrapassar 3 cm de diàmetre. És un híbrid obtingut de l'encreuament de Fragaria chiloensis (de Xile, on s'anomena frutilla) i Fragaria virginiana (d'Amèrica del Nord).

## Història

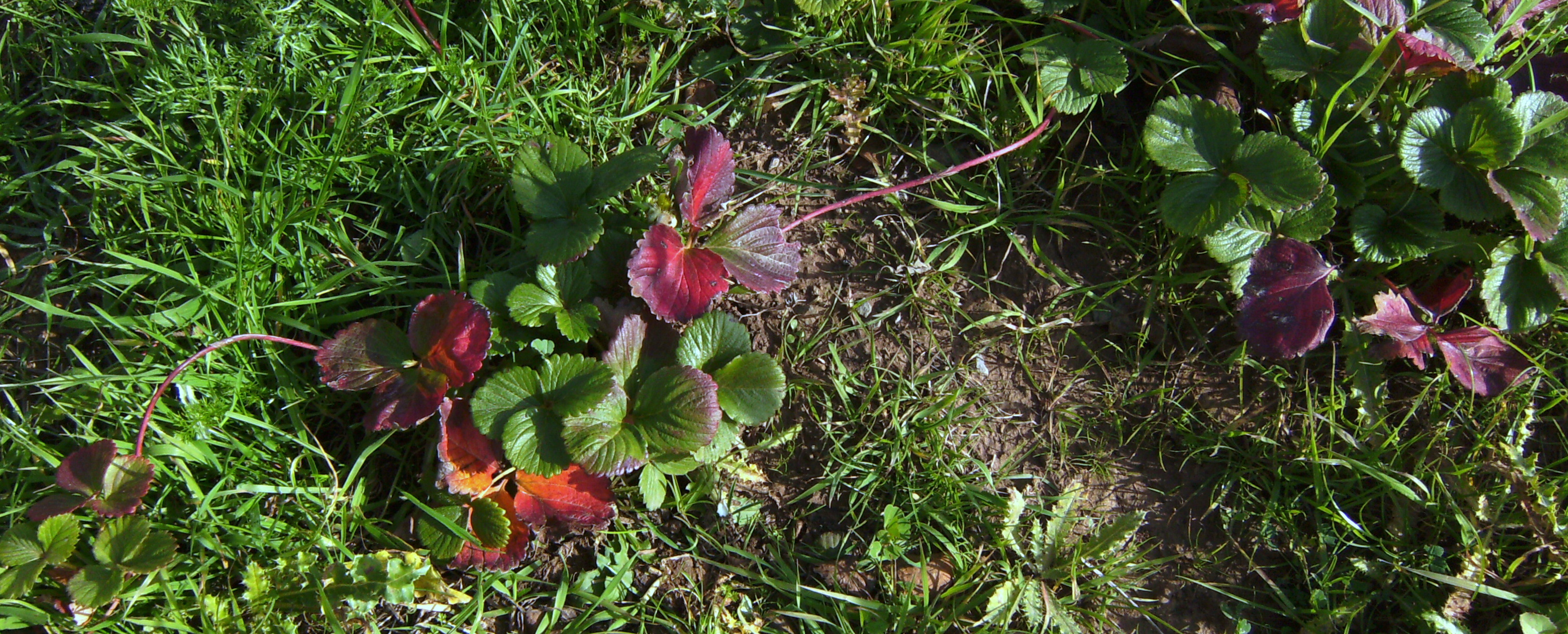
Maduixots a la tardor, una part de les fulles es tornen vermelles, es poden veure a dreta i esquerra els estolons

El maduixot es va obtenir a Bretanya, França, el 1740 mitjançant l'encreuament de Fragaria virginiana, una maduixera silvestre de l'est d'Amèrica del Nord, notable pel seu sabor, amb Fragaria chiloensis de Xile i l'Argentina portada per Amédée-François Frézier, que era notable per la seva gran mida.
Les cultivars de Fragaria × ananassa han reemplaçat, en la producció comercial la maduixera silvestre o bosquetana que ja havia estat conreada des del segle xvii.

## Anatomia del maduixot

Flor de maduixot cultivat a Castelltallat

El maduixot o fraga/fraula grossa és botànicament un fals fruit, cosa que significa que la part amb la polpa no deriva de l'ovari de la planta sinó del receptacle; els veritables fruits són els aquenis o petites llavors que hi ha per sobre el fals fruit.

### Producció mundial
L'any 2007 el món produí 3.824.678 tones de maduixots. Els Estats Units n'eren el primer productor amb 1.133.703 tones seguit d'Espanya amb 263.900 tones, Turquia ocupava el tercer lloc amb 250.316 tones.

## Usos
A més de consumir-se frescs, poden ser congelats, en conserves, o assecats per a ser posats en cereals d'esmorzar o barres. Són molt populars en productes lactis, gelats, batuts i iogurts. Se'n fa el pastís de maduixots.
L'extracte de pigment de maduixot es pot usar com indicador d'acidesa/alcalinitat, ja que canvia de color.

## Nutrició
El maduixot té molta vitamina C, vitamina A sota la forma del precursor el β-carotè, vitamina B9 (àcid fòlic), important per a les embarassades. Les al·lèrgies amb maduixots són freqüents.

## Conreu
Es fa en zones d'hivern benigne per tal que els primers maduixots arribin a principi d'hivern. La producció de planta, en canvi es fa en llocs alts i freds per evitar que hi hagi pugons transmissors de virus a les plantes. És usual protegir el conreu amb túnels de plàstic i el terra amb una làmina d'un plàstic negre per evitar el creixement de males herbes o que s'embruti el maduixot. Molt sovint es fa la plantació dins sacs de plàstic o en disposició vertical.
Actualment el conreu del maduixot ha desplaçat pràcticament el de la maduixera malgrat que les maduixes tenen un sabor més intens.